# More4
More4 is een digitale televisiezender in het Verenigd Koninkrijk. De zender is eigendom van Channel 4. De eerste uitzending van More4 was op 10 oktober 2005. De zender brengt voornamelijk documentaires, nieuws en lifestyle programma's. Elke werkdag is er op de zender More4 News te zien, als aanvulling op het Channel4 News. Ook zendt de zender elke avond The Daily Show with Jon Stewart uit.
Televisie: Channel 4 · E4 · More4 · Film4
Overige: 4radio · T4 · Film4 Productions
Publieke kanalen: BBC One · BBC Two · BBC Three · BBC Four · BBC News · BBC Parliament · CBBC Channel · CBeebies · BBC HD (voormalig) · S4C (Wales) 
Commerciële kanalen: ITV · ITV2 · ITV3 · ITV4 · Channel 4 · E4 · Film4 · More4 · 5 · Sky News · Sky One · TMF Verenigd Koninkrijk (voormalig)